# Tanner McKee
Tanner Jeremie McKee (Irvine, 27 aprile 2000) è un giocatore di football americano statunitense che milita nel ruolo di quarterback per i Philadelphia Eagles della NFL.

## Carriera

### Philadelphia Eagles
Al college McKee giocò a football a Stanford. Il suo momento migliore fu nel 2021 quando, nella sua quarta gara come titolare, guidò i Cardinals a una clamorosa vittoria in rimonta contro Oregon numero 3 del ranking, passando tre touchdown. Fu scelto nel corso del sesto giro (188º assoluto) del Draft NFL 2023 dai Philadelphia Eagles. Dopo non essere mai sceso in campo nella sua stagione da rookie, debuttò nel penultimo turno della successiva contro i Dallas Cowboys rilevando nel terzo quarto l'infortunato Kenny Pickett (che a sua volta sostituiva Jalen Hurts), completando tre passaggi su quattro per 54 yard e due touchdown, uno per A.J. Brown e uno per DeVonta Smith, nella vittoria per 41–7. Divenne così il primo giocatore della storia a passare più di un touchdown nella prima gara in carriera con meno di cinque passaggi tentati. La settimana successiva, con gli Eagles già certi del titolo di division, partì come titolare contro i New York Giants passando 269 yard e 2 touchdown nella vittoria per 20-13.

## Palmarès
- Super Bowl : 1

Philadelphia Eagles: LIX
- National Football Conference Championship:1

Philadelphia Eagles: 2024